# Clara Driscollová

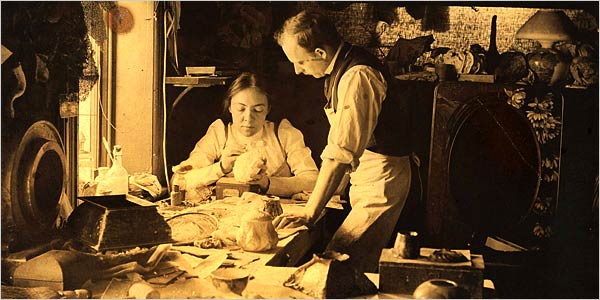
Clara Driscollová a Joseph Briggs, dlouholetý vedoucí Tiffany Studios (1901).

Clara Driscollová (15. prosince 1861 – 6. listopadu 1944) byla americká umělecká sklářka, vedoucí Ženského oddělení řezaného skla  (Women's Glass Cutting Department, tzv. „Tiffany Girls“) v Tiffany Studios v New Yorku, kde se vyráběly slavné Tiffanyho lampy. Driscollová jich navrhla více než třicet, mezi nimi vzory Wisteria (Vistárie), Dragonfly (Vážka), Peony (Pivoňka) a nejspíše její první Daffodil (Narcis).

## Život
Clara Driscollová se narodila jako Clara Pierce Wolcottová 15. prosince 1861 jako nejstarší dcera Elizura V. Wolcotta a Fannie Pierceové. Ve 12 letech ztratila otce. Stejně jako její rovněž nadané a motivované tři mladší sestry nastoupila na vysokou školu, což bylo tehdy neobyklé. Clara projevila smysl pro umění, studovala na umělecké škole Western Reserve School of Design for Women (nyní Cleveland Institute of Art) a pracovala pro místního výrobce nábytku. Pak se přestěhovala do New Yorku a zapsala se na tehdy novou uměleckou školu Metropolitan Museum Art School.
Umělecký potenciál Driscollové byl zřejmý a v roce 1888 ji najal Louis Comfort Tiffany, aby pracovala v jeho společnosti Tiffany Glass Company (později známé jako Tiffany Studios). Pracovala tam pak s přestávkami více než 20 let, navrhovala lampy a galanterní zboží a také vedla Ženské oddělení řezaného skla. Zasnoubené nebo vdané ženy nesměly ve firmě pracovat, a tak Driscollová musela kvůli svatbě v roce 1889 odejít. Poté, co její první manžel Francis Driscoll v roce 1892 zemřel, začala znovu pracovat pro Tiffanyho. V letech 1896-1897 se zasnoubila s Edwinem Waldem, ten však pak zmizel a k žádné svatbě nedošlo. V Tiffany Studios tak zůstala až do svatby s Edwardem A. Boothem v roce 1909.
U Tiffanyho Driscollová úzce spolupracovala s řadou dalších „Tiffany Girls“ jako byly Alice Carmen Gouvyová a Lillian Palmiéová.

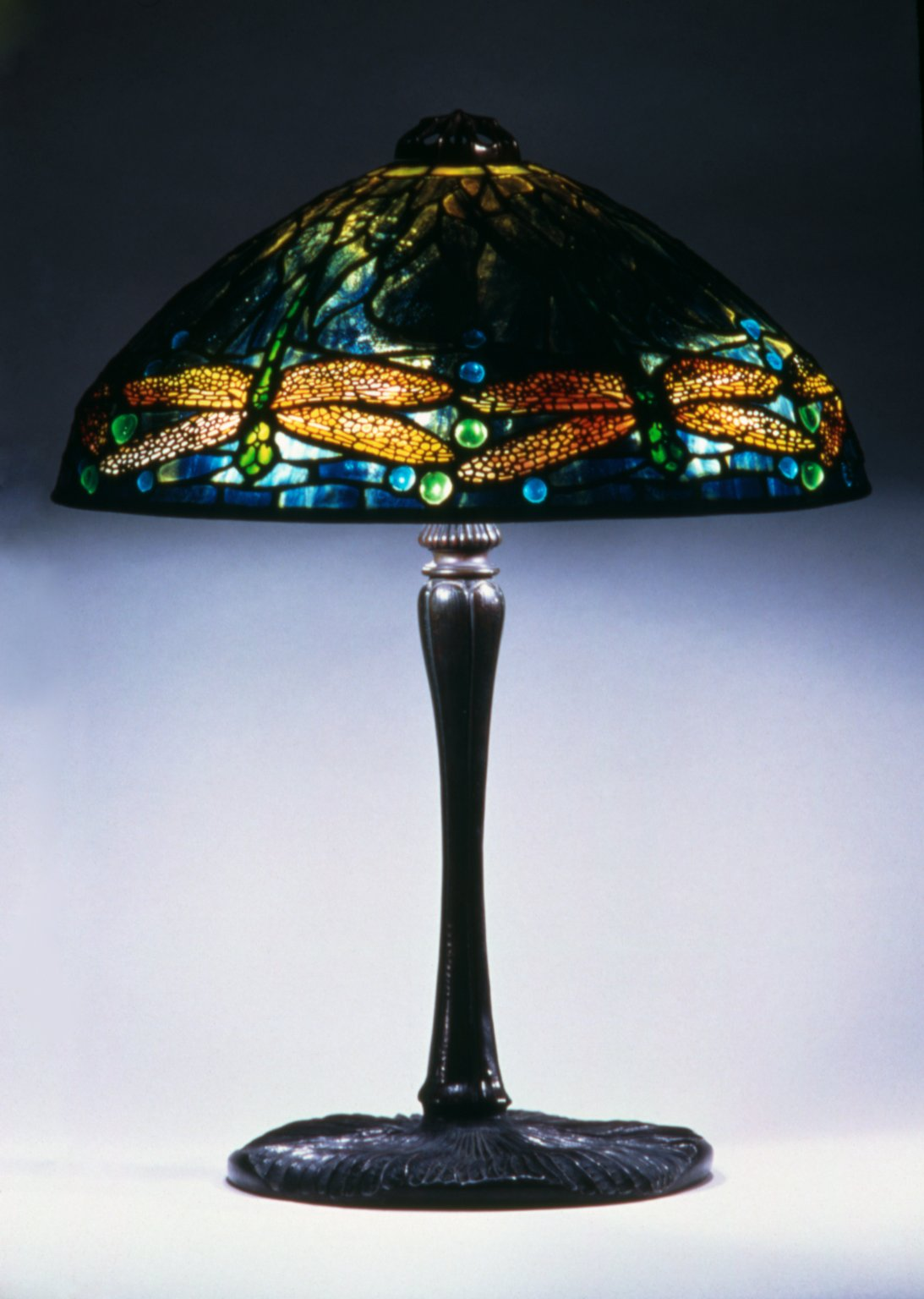
Dragonfly (Vážka), kolem roku 1900, Brooklynské muzeum

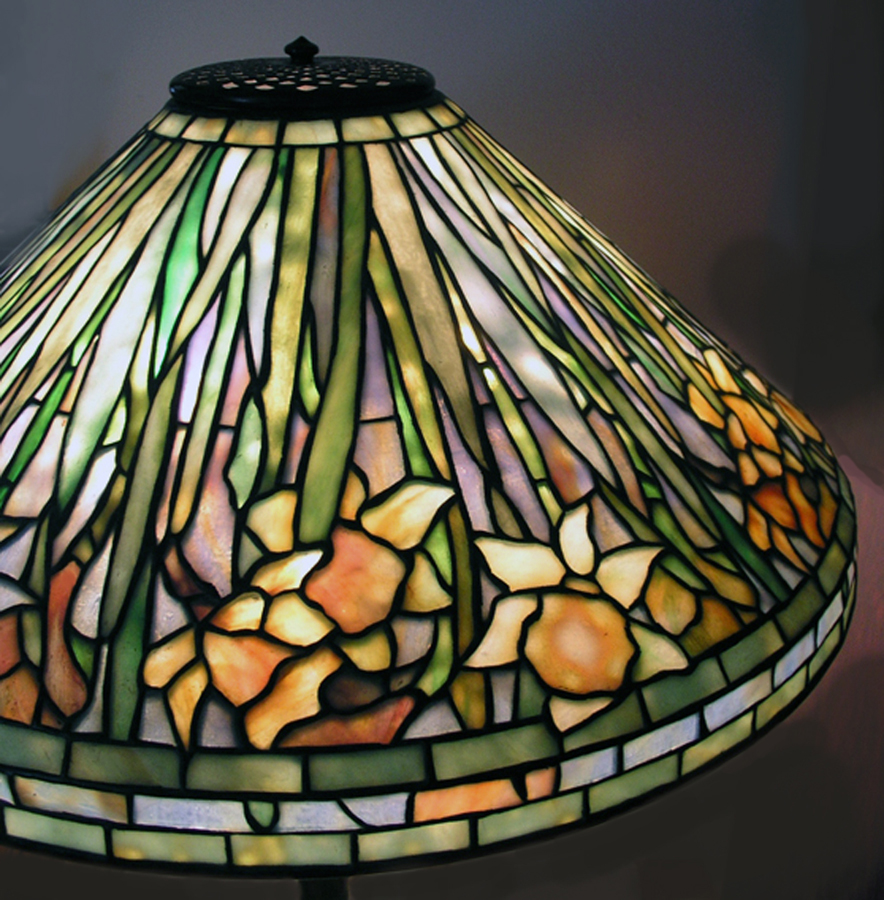
Lampa z olovnatého skla Daffodil (Narcis)